# Prnjavor (Plav)
Pour les articles homonymes, voir Prnjavor.
Prnjavor (en serbe cyrillique : Прњавор) est un village du nord-est du Monténégro, dans la municipalité de Plav.

## Démographie

### Évolution historique de la population
| 1948 | 1953 | 1961 | 1971 | 1981 | 1991  | 2003 |
| ---- | ---- | ---- | ---- | ---- | ----- | ---- |
| 733  | 792  | 848  | 899  | 965  | 1 128 | 944  |